# Alberto Maizares
Alberto Maizares ist ein bolivianischer Radrennfahrer.
Alberto Maizares wurde 2007 bolivianischer Meister im Einzelzeitfahren. Außerdem gewann er die zweite Etappe der Vuelta al Lago Uru Uru und er wurde bei der Vuelta a Cochabamba Zweiter der Gesamtwertung. Im nächsten Jahr belegte Maizares bei der bolivianischen Meisterschaft den zweiten Platz im Einzelzeitfahren hinter Óscar Soliz und den Dritten Platz im Straßenrennen hinter dem Sieger Horacio Gallardo.

## Erfolge
2007
- Bolivianischer Meister – Zeitfahren